# Heini Ihle
Heini Ihle (* 24. April 1941 in Tiefenbach) ist ein ehemaliger deutscher Skispringer.

## Werdegang
Der Malermeister war ein zunächst dem SC Tiefenbach, dann dem SC Oberstdorf angehöriger Skispringer von internationalem Rang.
1960 wurde Heini Ihle Deutscher Jugendmeister, 1963 und 1974 Bayerischer Meister, 1965 dann mit der Startnummer 31 Deutscher Meister auf der 70-Meter-Schanze mit einer Gesamtpunktzahl von 156,4 und Weiten von 82,0 und 84,5 Metern und setzte damit nach Max Bolkart die Oberstdorfer Springertradition fort. Zwischen 1960 und 1974 belegte er bei deutschen Meisterschaften sechsmal den zweiten Platz und war zehnmal Teilnehmer bei der Vierschanzentournee. Mit seiner besten Platzierung bei einem Springen bei der Vierschanzentournee hält er heute noch einen Rekord: Beim zweiten Springen der Tournee 1964/65 am 1. Januar 1965 in Garmisch-Partenkirchen wurde er zunächst von den Zuschauern vor Ort und am Fernseher als Sieger gefeiert. Aufgrund eines fehlerhaften Ergebnisses, das später korrigiert wurde, wurde ihm aber eine Stunde nach dem Wettbewerb der Sieg wieder aberkannt. Er rangierte sich nun mit dem knappsten möglichen Rückstand von 0,1 Punkten an zweiter Stelle hinter dem neuen finnischen Sieger Erkki Pukka ein. Dieser Rekord wurde später von anderen Springern noch eingestellt. An Skiflug-Veranstaltungen in Planica, Vikersund, Tauplitz, Bad Mitterndorf (Kulm) und Oberstdorf nahm Ihle insgesamt dreizehnmal teil.
Ihle stellte im Januar 1963 bei der großen Kreuzbergschanze (Rhön) einen Schanzenrekord mit 70,5 Meter auf. Dieser Rekord wurde bis zur Aufgabe der Schanze in den 1970er Jahren nicht gebrochen.
Durch starke Leistungen im Vorfeld der Olympischen Winterspiele 1968 in Grenoble erkämpfte sich Ihle die Teilnahmeberechtigung und beendete die Wettkämpfe auf der Normalschanze Le Claret in Autrans als 22. Obwohl er auf der Großschanze Tremplin du Dauphiné in Saint-Nizier-du-Moucherotte bei den vorolympischen Spielen 1967 Sechster geworden war, erreichte er 1968 aufgrund eines Sturzes dort nur den 64. Platz.
Zusammen mit Wolfgang Happle, Georg Thoma und dem Bundestrainer Ewald Roscher entwickelte Ihle einen neuartigen Ski, der mit unsichtbar am Ende der Bretter eingeleimten 250 Gramm Blei 20 Zentimeter mehr Vorderski aufwies, wodurch der Springer sich deutlich besser „auf die Ski legen“ konnte.
1968 begann in Schönwald im Schwarzwald die Tradition international ausgeschriebener Skispringen mit der Idee einer Schwarzwälder Springertournee. Es wurde außer auf der Schönwalder Schanze auch am Hundseck, am Ruhestein im Nordschwarzwald und auf der Adlerschanze in Hinterzarten gesprungen. Bislang gelang nur drei deutschen Springern der Tourneesieg. 1975 war dies der Oberstdorfer Heini Ihle.
Nach seiner aktiven Laufbahn als Skispringer wurde Ihle einige Zeit zum Nachwuchstrainer in den Deutschen Skiverband (DSV) berufen. Heute widmet sich Ihle in sportlicher Hinsicht dem Golfspiel in seinem Heimatort Oberstdorf.